# Wang Aichen
Wang Aichen (en chino: 王愛忱; Fushun, 28 de marzo de 1985) es un deportista chino que compite en vela en la clase RS:X.
Ganó una medalla de plata en el Campeonato Mundial de RS:X de 2015. Participó en tres Juegos Olímpicos de Verano, entre los años 2008 y 2016, ocupando el séptimo lugar en Pekín 2008.

## Palmarés internacional
| \| Campeonato Mundial \| Campeonato Mundial \| Campeonato Mundial \| Campeonato Mundial \| \| Año \| Lugar \| Medalla \| Clase \| \| ------------------ \| ------------------ \| ------------------ \| ------------------ \| \| 2015 \| Al-Mussanah (Omán) \| Medalla de plata \| RS:X \| |                    |                  |       |
| Campeonato Mundial |                    |                  |       |
| Año | Lugar              | Medalla          | Clase |
| 2015 | Al-Mussanah (Omán) | Medalla de plata | RS:X  |